# Nina Bouraoui
Yasmina "Nina" Bouraoui, en árabe نينا بو راوي, (Rennes, 31 de julio de 1967) es una novelista y compositora francesa. Ha recibió el Premio Livre Inter (1991) y el Premio Renaudot (2005). En 2018 fue distinguida con la Orden de las Artes y las Letras de Francia como reconocimiento a su carrera.

## Trayectoria
Hija de madre francesa y padre argelino de la ciudad de Jijel. Pasó los primeros catorce años de su vida en Argel, luego en Zúrich y Abu Dhabi. Estudió derecho y filosofía en París. Es autora de más de quince novelas, entre ellas La voyeuse interdite, Garçon manqué, Mes mauvaises pensées o Tous les hommes désirent naturellement savoir.
La mayor parte de sus novelas están escritas en primera persona y, a excepción de Avant les hommes, se consideran obras de autoficción. Este es incluso el caso de Le Bal des Murènes, que, como Avant les hommes, tiene un narrador masculino. Las cuestiones de la identidad y género, el deseo, la memoria, la escritura, la infancia y el exilio son algunos de los temas principales de su obra.
Bouraoui, pertenece al movimiento littérature beur, corriente nacida en 1980 que agrupa a los escritores de padres magrebíes inmigrantes en Francia.
Desde la publicación de su primera novela en 1991, la obra de Bouraoui ha estado influenciada por Marguerite Duras, aunque en sus novelas y canciones también han influido las narraciones de otros autores, como es el caso de Mes Mauvaises Pensées, donde se encuentra la huella de Hervé Guibert, Annie Ernaux, David Lynch, Eileen Gray y Violette Leduc. 

## Obra

### Narrativa
- La voyese interdit (1991, Premio Livre Inter).
- Poing mort (1992).
- Le Bal des murènes (1996).
- L'Âge blessé (1998).
- Le Jour du séisme (1999).
- Garçon manqué (2000), traducido como Tomboy (2007).
- La vie heureuse (2002).
- Poupée Bella (2004).
- Mes mauvaises pensées (Premio Renaudot 2005).
- Avant les hommes (2007).
- Appelez-moi par mon prénom (2008).
- Nos baisers sont des adieux (2010).
- Salvaje (2011).
- Estándar (2014).
- Beaux rivages (2016).
- Tous les hommes désirent naturellement savoir (2018).[9] seleccionada para los premios Femina y Medicis
- Otages (2020) Premio Anaïs Nin 2020. Traducido al español como Rehenes (2021), Seix Barral. ISBN 978-84-322-3869-7.[10][11]

### Composición
En 2007 escribió dos canciones para Céline Dion tituladas Immensité y Les paradis, con música de Jacques Veneruso y Gildas Arzel respectivamente. Estas canciones se incluyeron en el álbum de Dion, D'elles, que salió el 21 de mayo de 2007.